# Házená
Házená je kolektivní míčový sport, ve kterém proti sobě nastupují dva sedmičlenné týmy na hřišti s dvěma brankami, přičemž hráči se mohou míče dotýkat pouze rukou. Její počátky mají prapůvod už v míčových sportech starého Řecka. Hry tehdy sloužily dospělým jako forma zábavy nebo obřadu a dětem jako příprava na dospělost. Staří Římané provozovali míčové hry dokonce jako léčebný prostředek. Házenou (tehdy pod názvem „håndbold“) vymyslel dánský učitel Holger Nielsen v roce 1898. První pravidla vyšla v roce 1906. V Německu se v roce 1911 objevila varianta hry, ve které proti sobě nastupují dva jedenáctičlenné týmy, tzv. velká házená. Ta byla v roce 1936 na programu olympijských her v Berlíně. Na program olympijských her byla házená zařazena v roce 1972 (muži) a 1976 (ženy). V roce 1946 v Kodani vznikla Mezinárodní federace házené (IHF), a 17. listopadu 1991 byla v Berlíně založena Evropská házenkářská federace (EHF) která sídlí ve Vídni.

## Pravidla
Házená se hraje na hřišti o rozměrech 20×40 metrů. Čáry vymezující hrací plochu na delší straně se nazývají postranní čáry. Kratší strany hrací plochy ohraničují brankové čáry (mezi tyčemi branky) a vnější brankové čáry (po stranách branky). Okolo celé hrací plochy by měla být ochranná zóna, široká vedle postranních čar nejméně 1 metr a za brankovými i brankovými-autovými čarami nejméně 2 metry. Vlastnosti hrací plochy se nesmí během utkání měnit ve prospěch jednoho z družstev. Hřiště je rozdělené na dvě poloviny, z nichž v každé je vyznačené brankoviště, které je vzdálené od branky 6 metrů. V brankovišti se smí pohybovat pouze brankář, který hájí branku o rozměrech 2×3 metry. Každé družstvo se většinou skládá ze 14 hráčů, přičemž hry se v jednom okamžiku účastní pouze 7 hráčů (6 hráčů v poli a brankář, nebo nově 7 hráčů v poli). Cílem je dopravit míč do branky protivníka. Hraje se na dva poločasy po 30 minutách (u hráčů 12–14 let věku po 25 minutách a u hráčů 8–12 let věku po 20 minutách) oddělených desetiminutovou přestávkou.
Brankoviště má poloměr 6 m. Za zabránění v brankové příležitosti (hrubý faul) na hranici brankoviště se nařizuje trestný hod ze vzdálenosti 7 m (tzv. sedmička). Běžný faul a jiné porušení pravidel je trestáno 9m hodem (tzv. devítka). Hráči se střídají ve hře libovolným způsobem. Za hrubý faul následuje varování žlutou kartou, při opakovaném hrubém faulu vyloučení na dvě minuty. Rozhodčí také může hráče vyloučit i bez předchozího varování. Po třetím vyloučení je hráč současně diskvalifikován do konce zápasu – červená karta.
Pravidla zahrnují i velikost hracího míče. Každá kategorie má určitou velikost.
- Přípravka – Gumový míč
- Minižáci – velikost č. 0
- Mladší žáci – Velikost č. 1
- Starší žáci – ženy - Velikost č. 2
- Starší žáci – muži - Velikost č. 2
- Mladší dorost – Velikost č. 2
- Starší dorost (ženy), dospělé kategorie (ženy) – Velikost č. 2 (obvod míče 54 až 56 centimetrů, hmotnost 325 až 400 gramů)
- Starší dorost (muži), dospělé kategorie (muži) – Velikost č. 3 (obvod míče 56 až 60 centimetrů, hmotnost 425 až 475 gramů)

## Soutěže

### Mezinárodní soutěže
- Mistrovství světa v házené mužů
- Mistrovství Evropy v házené mužů
- Mistrovství světa v házené žen
- Mistrovství Evropy v házené žen

### Německá Bundesliga
Německá házenkářská Bundesliga je nejvyšší házenkářskou soutěží v Německu, která byla založena v 1966.

### Česká extraliga mužů
- Česká extraliga v házené mužů je nejvyšší mužskou soutěží házené v Česku. Historicky nejúspěšnějším týmem soutěže je se čtrnácti tituly tým HCB OKD Karviná.

### Česká extraliga žen
- Česká extraliga v házené žen je nejvyšší mužskou soutěží házené v Česku. Historicky nejúspěšnějším týmem soutěže je s deseti tituly tým DHK Baník Most.

### LNH Division 1
- LNH Division 1 je nejvyšší házenkářskou soutěží mužů ve Francii. Soutěž byla založena v roce 1952.

## Historie házené v Česku

### Národní házená
Výrazným českým příspěvkem na poli házené se stal zrod a vývoj tzv. národní házené (někdy také byla označována jako česká házená). Její vznik se datuje do roku 1905. Od „klasické“ házené se značně liší v několika zásadních pravidlech. Hlavním rozdílem je členění hřiště na části. Jednotliví hráči se pak mohou pohybovat pouze na určitém území – podle postu, na kterém se vyskytují (například obránce smí být pouze v obranné a střední třetině). Jinými rozdíly jsou odlišné rozměry hřiště a branek a mnoho dalších pravidel. Dříve měla národní házená svůj podíl na mezinárodním úspěchu ČSSR v mezinárodní házené, protože mnoho vyspělých hráčů přecházelo právě z národní házené do oblasti mezinárodní házené. Dnes se tento sport, který měl velkou členskou základnu a byl rozšířen i v zahraničí, omezuje pouze na české území a i zde pozbývá svého dřívějšího významu.

### Házená v Československu
Mezi největší československé úspěchy patří titul mistryň světa z roku 1957, vítězství na mistrovství světa ve Švédsku v roce 1967, stříbrné medaile na MS v letech 1958 a 1961 a bronzové medaile v letech 1954 a 1964.
V dosavadní historii české, respektive československé klubové mužské házené je nejúspěšnějším klubem HC Dukla Praha. Získala jednatřicetkrát titul mistra republiky, šestkrát Český pohár a především v letech 1957, 1963 a 1984 se Dukla stala vítězem Poháru mistrů evropských zemí.

### Házená v Česku
V České republice se v současné době nejvyšší mužská soutěž nazývá Chance Extraliga házené, dříve se jmenovala Strabag Rail extraliga, Tipgames extraliga a před tím ZUBR extraliga. Ženy hrají společně se slovenskými družstvy MOL ligu, která v mužském provedení už zanikla.
Mezi největší úspěchy klasické házené v Česku patří vyhlášení Filipa Jíchy nejlepším světovým hráčem házené za rok 2010. Také ocenění pro české legendy zařazení Filipa Jíchy a Petry Čumplové do síně slávy EHF
ČR se může pyšnit i úspěchy v řadách rozhodčích. Patří mezi ně především dvojice Václav Horáček a Jiří Novotný, rozhodčí IHF, kteří byli nominování na Olympiádu v Londýně (2012), kde rozhodovali mimo jiné utkání o třetí místo mužů. V roce 2014 se zúčastnili Mistrovství Evropy v Dánsku.
Hrají se dva druhy turnajů (zápasů): 4+1 – malá házená a 6+1 – velká házená.

#### Český pohár
Český pohár je ocenění pro vítěze této soutěže. Dělí se na Český pohár mužů a Český pohár žen.
V mužské kategorii se hraje celkem 7 kol. V prvním kole jsou družstva pouze ze Společní regionální soutěže mužů a družstev z mužské 2. ligy. Hraje se pouze 1 utkání na hřišti celku z „papírově“ slabšího celku, většinou tedy na hřišti družstva z nižší ligy. Ve druhém kole se připojují družstva z 1. ligy mužů a zápasy jsou sehrány stejným způsobem jako v prvním kole. Ve třetím kole se už přidávají Extraligové družstva. Zápasy jsou sehrány stejným způsobem jako doposud. Ve čtvrtém kole (osmifinále) se už mohou mezi sebou potkat Extraligové celky a domácí celek je losován. Páté kolo (čtvrtfinále) je většinou odehráno už jen mezi extraligovými družstvy. Šesté kolo (semifinále) je předposlední kolo celé této soutěže. Jediné sedmé kolo (finále) se hraje na více zápasů. Finálová série se hraje na dva zápasy. Na hřišti každého družstva jedno. Tímto způsobem (dvě finálové utkání) se hraje Český pohár mužů až od sezóny v roce 2018–2019.
V ženské kategorii se hraje celkem 6 kol. V prvním kole jsou družstva pouze 2. ligy žen. Hraje se pouze 1 utkání a domácí celkem je předem losován. Ve druhém kole se připojují družstva z 1. ligy žen. Ve třetím kole (osmifinále) se přidávají české celky z MOL ligy žen. Čtvrté a páté kolo (čtvrtfinále a semifinále) probíhá stejným způsobem jako v mužské kategorii. Šesté kolo (finále) se hraje pouze na jeden zápas.